# Pipistrellus nathusii
Pipistrellus nathusii là một loài động vật có vú trong họ Dơi muỗi, bộ Dơi. Loài này được Keyserling & Blasius mô tả năm 1839.

## Hình ảnh

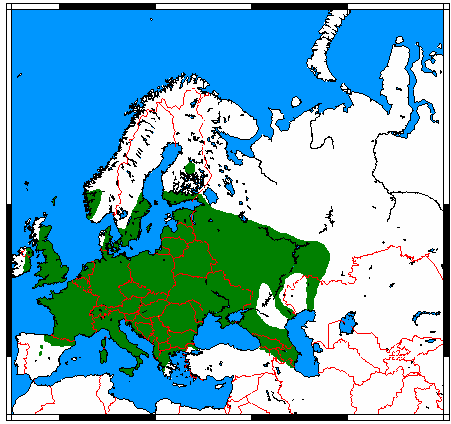
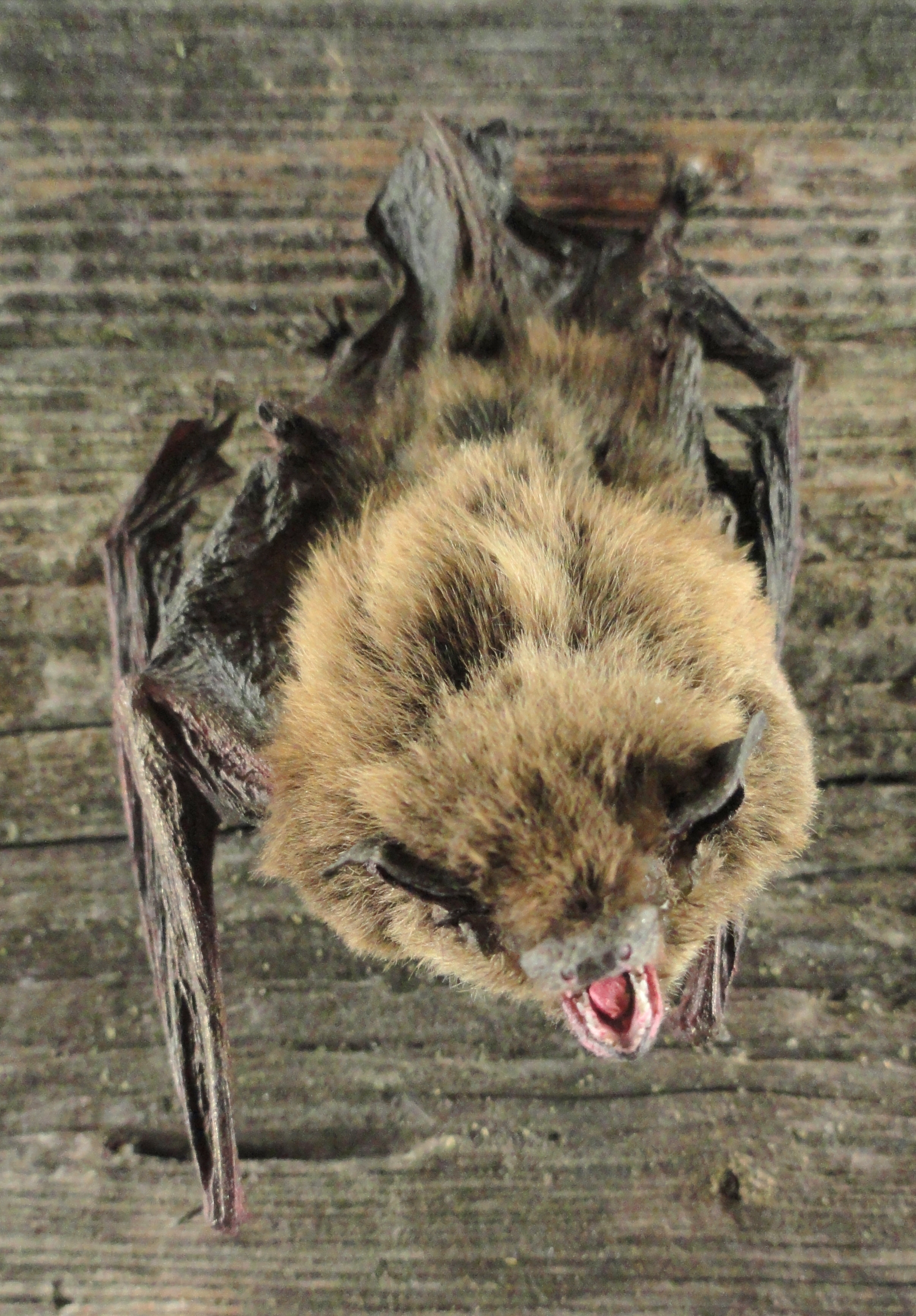